# 加布斯 (內華達州)
加布斯（英語：Gabbs）是位於美國內華達州奈縣的非建制市鎮。

## 歷史
加布斯的郵局自1943年營運至今。

## 人口
根據2020年美國人口普查的數據，加布斯的面積為3.89平方千米，當中陸地面積為3.88平方千米，而水域面積為0.01平方千米。當地共有人口186人，而人口密度為每平方千米48人。